# Rio Antonio Mavuba
Rio Antonio Mavuba (8 de març de 1984 al mar) és un futbolista professional francès d'origen angolès.
Fill del futbolista Ricky Mavuba, va néixer en aigües internacionals i va perdre els seus pares de petit. Va debutar com a jugador sènior internacional de la selecció francesa el 18 d'agost del 2004 contra Bòsnia i Hercegovina.
El 13 de maig de 2014, l'entrenador de la selecció francesa Didier Deschamps el va incloure a la llista final de 23 jugadors que representaran França a la Copa del Món de Futbol de 2014.

## Referències

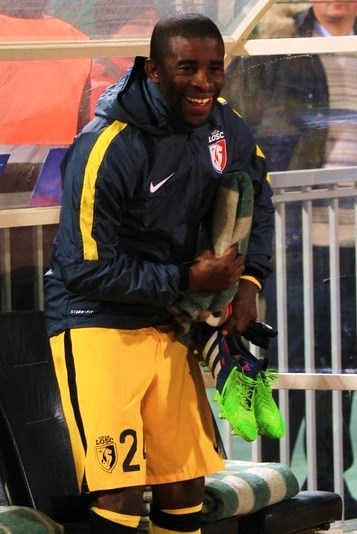
Mavuba el 2014.